# Asteranthe asterias
Asteranthe asterias är en kirimojaväxtart som först beskrevs av Spencer Le Marchant Moore, och fick sitt nu gällande namn av Adolf Engler och Friedrich Ludwig Diels. Asteranthe asterias ingår i släktet Asteranthe och familjen kirimojaväxter. IUCN kategoriserar arten globalt som nära hotad.

## Underarter
Arten delas in i följande underarter:
- A. a. asterias
- A. a. triangularis